# أندريه بارت
أندريه بارت (بالبولندية: Andrzej Bart)‏ هو كاتب وكاتب سيناريو بولندي، ولد في 1951 في فروتسواف في بولندا.

## وصلات خارجية
- أندريه بارت على موقع IMDb (الإنجليزية)
- أندريه بارت على موقع مونزينجر (الألمانية)
- أندريه بارت على موقع ألو سيني (الفرنسية)
- أندريه بارت على موقع أول موفي (الإنجليزية)
- أندريه بارت على موقع كينوبويسك (الروسية)